# ثيورن فليوري
ثيورن فليوري (بالإنجليزية: Theoren Fleury)‏ (و. 1968  م) هو لاعب هوكي الجليد، ولاعب كرة قاعدة  كندي، ولد في Oxbow, Saskatchewan ‏، شارك في الألعاب الأولمبية الشتوية 1998، والألعاب الأولمبية الشتوية 2002، مركز لعبه هو جناح ‏.

## جوائز
حصل على جوائز منها:
- NHL Plus-Minus Award [الإنجليزية]‏ في 1991[4]
- كأس ستانلي

## وصلات خارجية
- ثيورن فليوري في قاعدة بيانات الأفلام على الإنترنت
- ثيورن فليوري  على موقع SportsReference  - سبورتس رفرنس